# Gimnàstica als Jocs Olímpics d'estiu de 1980

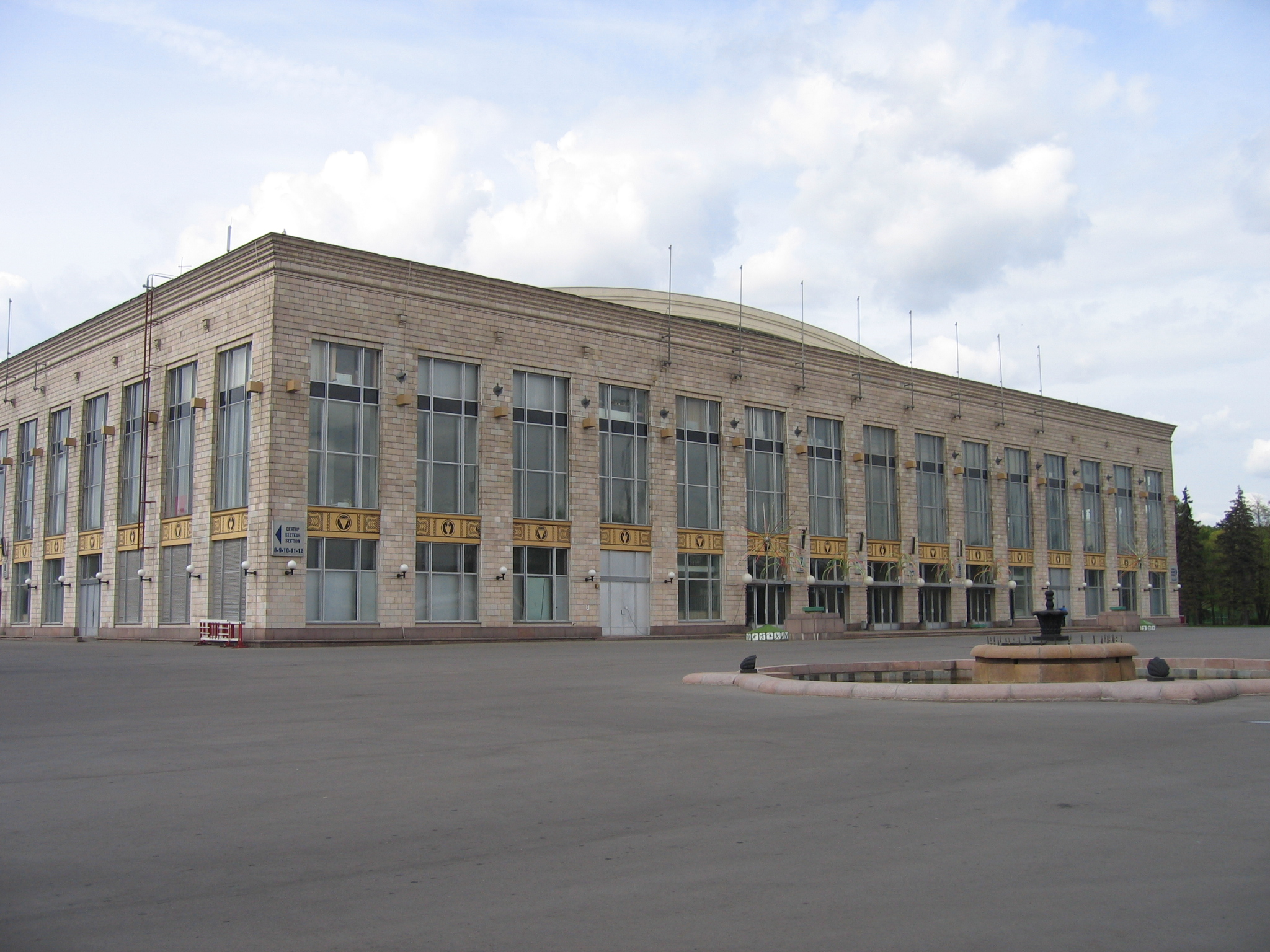
Imatge actual del Palau d'Esports Luzhniki.

Als Jocs Olímpics d'Estiu de 1980 celebrats a la ciutat de Moscou (Unió Soviètica) es disputaren 14 proves de gimnàstica, vuit en categoria masculina i sis en categoria femenina. La competició se celebrà entre els dies 20 i 25 de juliol de 1980 al Palau d'Esports de l'Estadi Central Lenin.
Hi participaren un total de 127 gimnastes, entre ells 65 homes i 62 dones, de 18 comitès nacionals diferents.

## Nova normativa
S'introduí una nova normativa en la puntació de la final per aparells del salt sobre cavall, realitzant-se a partir d'aquest moment una mitjana de la puntuació obtinguda en els dos salts realitzats en lloc de prendre la millor puntuació. Aquesta normativa va ser adaptada per la Federació Internacional de Gimnàstica l'any 1977.

## Resum de medalles

### Categoria masculina
| Prova                              | Or | Argent                                                                                                 | Bronze                                                                                                 |
| Concurs complet individual Detalls | Alexander Dityatin | Nikolai Andriànov                                                                                      | Stoyan Deltchev                                                                                        |
| Concurs complet per equips Detalls | Unió SovièticaNikolai Andriànov · Eduard Azaryan · Alexander Dityatin · Bogdan Makuts · Vladimir Markelov · Alexander Tkachyov | RDARalf-Peter Hemmann · Lutz Hoffmann · Lutz Mack · Michael Nikolay · Andreas Bronst · Roland Brückner | Hongria Ferenc Donath · Gyorgy Guczoghy · Zoltan Kelemen · Peter Kovacs · Zoltan Magyar · Istvan Vamos |
| Exercici de terra Detalls          | Roland Brückner | Nikolai Andriànov                                                                                      | Alexander Dityatin                                                                                     |
| Barra fixa Detalls                 | Stoyan Deltchev | Alexander Dityatin                                                                                     | Nikolai Andriànov                                                                                      |
| Barres paral·leles Detalls         | Alexander Tkachyov | Alexander Dityatin                                                                                     | Roland Brückner                                                                                        |
| Cavall amb arcs Detalls            | Zoltan Magyar | Alexander Dityatin                                                                                     | Michael Nikolay                                                                                        |
| Anelles Detalls                    | Alexander Dityatin | Alexander Tkachyov                                                                                     | Jiri Tabak                                                                                             |
| Salt sobre cavall Detalls          | Nikolai Andriànov | Alexander Dityatin                                                                                     | Roland Brückner                                                                                        |

### Categoria femenina
| Prova                              | Or | Argent | Bronze                                                                                          |
| Concurs complet individual Detalls | Ielena Davídova | Maxi Gnauck                                                                                               | No es concedí                                                                                   |
| Concurs complet individual Detalls | Ielena Davídova | Nadia Comăneci                                                                                            | No es concedí                                                                                   |
| Concurs complet per equips Detalls | Unió Soviètica Ielena Davídova · Maria Filatova · Nel·li Kim · Yelena Naimushina · Natalia Shaposhnikova · Stella Zakharova | RomaniaNadia Comăneci · Rodica Dunca · Emilia Eberle · Melita Ruhn · Dumitrita Turner · Cristina Grigoraş | RDAMaxi Gnauck · Silvia Hindorff · Steffi Kraker · Katharina Rensch · Karola Sube · Birgit Suss |
| Exercici de terra Detalls          | Nadia Comăneci | No es concedí                                                                                             | Maxi Gnauck                                                                                     |
| Exercici de terra Detalls          | Nel·li Kim | No es concedí                                                                                             | Natalia Shaposhnikova                                                                           |
| Barra d'equilibris Detalls         | Nadia Comăneci | Ielena Davídova                                                                                           | Natalia Shaposhnikova                                                                           |
| Barres asimètriques Detalls        | Maxi Gnauck | Emilia Eberle                                                                                             | Steffi Kraker                                                                                   |
| Barres asimètriques Detalls        | Maxi Gnauck | Emilia Eberle                                                                                             | Maria Filatova                                                                                  |
| Barres asimètriques Detalls        | Maxi Gnauck | Emilia Eberle                                                                                             | Melita Ruhn                                                                                     |
| Salt sobre cavall Detalls          | Natalia Shaposhnikova | Steffi Kraker                                                                                             | Melita Ruhn                                                                                     |

## Medaller
| Posició | País           | Or | Argent | Bronze | Total |
| 1       | Unió Soviètica | 9  | 8      | 5      | 22    |
| 2       | RDA            | 2  | 3      | 6      | 11    |
| 3       | Romania        | 2  | 3      | 2      | 7     |
| 4       | Bulgària       | 1  | 0      | 1      | 2     |
| 4       | Hongria        | 1  | 0      | 1      | 2     |
| 5       | Txecoslovàquia | 0  | 0      | 1      | 1     |